# Кокс, Микаэла
Микаэла Клэр Кокс (англ. Micaela Claire Cocks; род. 2 мая 1986 года, Такапуна, Новая Зеландия) — новозеландская профессиональная баскетболистка, выступала за клуб женской национальной баскетбольной лиге «Таунсвилл Файр». Играла в амплуа разыгрывающего защитника. Трёхкратная чемпионка женской НБЛ (2015, 2016, 2018), а также самый ценный игрок финала женской НБЛ (2016).
В составе национальной сборной Новой Зеландии завоевала серебряные медали чемпионатов Океании 2007, 2011, 2013 и 2015 годов в Австралии и Новой Зеландии, а также стала серебряным призёром Игр Содружества 2006 года в Мельбурне и бронзовым призёром Игр Содружества 2018 года в Голд-Косте, помимо того она принимала участие на Олимпийских играх 2008 года в Пекине и чемпионатах Азии 2017 и 2019 годов в Индии.

## Ранние годы
Микаэла родилась 2 мая 1986 года в городе Такапуна (регион Окленд), южном пригороде Норт-Шора, в семье Лайэла Кокса и Сью Джерри, у неё есть две сестры, Ванесса и Саша.